# Wanderlândia
Wanderlândia est une municipalité brésilienne située dans l'État du Tocantins.